# 포틴 (술)

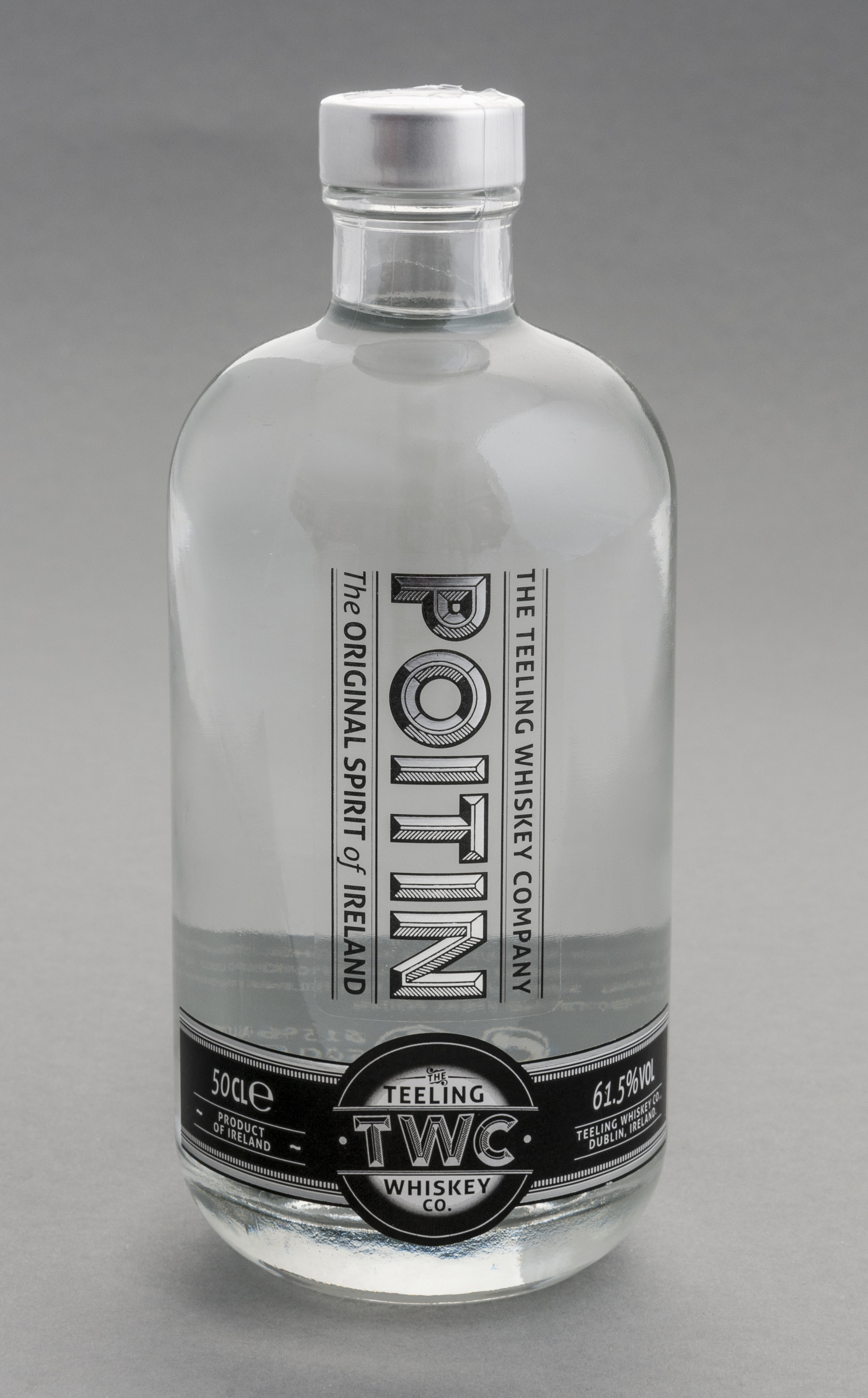
포틴

포틴(아일랜드어: Poitín [ˈpˠotʲiːn], 영어: potcheen 포친[ˈpʊtʃiːn][*])은 아일랜드의 전통 증류주이다. 알코올 도수는 40 ~ 90%이다.
1556년 드로이다 의회에서 증류자격법이 입법되어 술을 증류하기 위해서는 국새가 찍힌 자격서가 필요하게 되었다. 포틴은 이런 규제를 무시하고 작은 솥에서 가내수공업으로 증류한 밀조주에서 시작되었다. 아일랜드어로 솥(pot)을 포타(pota)라고 하며, 숙취는 포트(póit)라고 한다. 현대에는 양성화되었고, 2015년에는 아이리시 포틴이라고 불리기 위해 준수해야 하는 기준이 정부에 의해 마련되었다.

## 같이 보기
- 아이리시 위스키
- 밀조주